# 夢の続き (堀ちえみのアルバム)
『夢の続き』（ゆめのつづき）は、日本の女性歌手堀ちえみの9枚目のアルバムである。1985年12月28日キャニオン・レコードからリリースされた。
オリジナル・アルバムとしては、1985年6月リリースの『Lonely Universe』から半年ぶりとなる。同年9月リリースの16thシングル「青春の忘れ物」を収録。7月リリースの15thシングル「Wa・ショイ!」「風のサザン・カリフォルニア」は収録されなかった。「暗くなるまで待って」は、『夜のヒットスタジオ』などテレビの歌番組でも披露された。「浮気なリップス」は、歌手活動復帰後の2005年のコンサートで選曲され、タップダンスを披露している。

## 収録曲
全編曲: 後藤次利
1. 「暗くなるまで待って」（作詞: 売野雅勇、作曲: 後藤次利）
2. 「オペラ座の雪」（作詞: 売野雅勇、作曲: 岡田徹）
3. 「Shoes」（作詞: 佐藤ありす、作曲: 岡田徹）
4. 「浮気なリップス」（作詞: 三浦徳子、作曲: 岡田徹）
5. 「すずしいフォトグラフ」（作詞・作曲: 後藤次利）
6. 「T・H・R・E・A・T」（作詞: 売野雅勇、作曲: 後藤次利）
7. 「シンシア」（作詞:三浦徳子、作曲: 松田良）
8. 「Come on! Love Machine -哀しみのパレード-」（作詞: 三浦徳子、作曲: 鈴木キサブロー）
9. 「刹那の華」（作詞: 売野雅勇、作曲: 堀川まゆみ）
10. 「青春の忘れ物」（作詞: 売野雅勇、作曲: 鈴木キサブロー）